# Nothofagus cliffortioides
Nothofagus cliffortioides (Maori: tawhai rauriki, Engels: Mountain beech)  is een boomsoort uit de familie Nothofagaceae. De boom heeft kleine leerachtige bladeren die langs de tak zijn gerangschikt. De bladeren zijn 10 tot 15 millimeter lang en hebben een puntige vorm. Aan de onderkant hebben de bladeren een bleke kleur en zijn de randen ingegroeid.
De boom is endemisch is in Nieuw-Zeeland. De soort komt zowel op het Noordereiland als het Zuidereiland voor. Op het Noordereiland groeit de boom op het centrale vulkanische Waimarino Plateau en aangrenzende gebieden. Op het Zuidereiland groeit hij aan de drogere oostkant van de Nieuw-Zeelandse Alpen. De boom groeit in bergbossen, sub-alpien bos en sub-alpien struikgewas. De bomen vormen vaak een dichte begroeiing en veel bossen bestaan uit alleen deze boomsoort. De soort staat op de Rode Lijst van de IUCN geklasseerd als 'niet bedreigd'.

## Synoniemen
- Fagus cliffortioides Hook.f.
- Fuscospora cliffortioides (Hook.f.) Heenan & Smissen
- Nothofagus solandri var. cliffortioides (Hook.f.) Poole